# 1290 Albertine
1290 Albertine је астероид главног астероидног појаса чија средња удаљеност од Сунца износи 2,367 астрономских јединица (АЈ).
Апсолутна магнитуда астероида је 12,5 а геометријски албедо 0,137.